# Tusson
Tusson és un municipi francès situat al departament del Charente i a la regió de la Nova Aquitània. L'any 2007 tenia 298 habitants.

## Demografia

### Població
El 2007 la població de fet de Tusson era de 298 persones. Hi havia 135 famílies de les quals 44 eren unipersonals (28 homes vivint sols i 16 dones vivint soles), 47 parelles sense fills, 28 parelles amb fills i 16 famílies monoparentals amb fills.
La població ha evolucionat segons el següent gràfic:
Habitants censats

### Habitatges
El 2007 hi havia 187 habitatges, 135 eren l'habitatge principal de la família, 30 eren segones residències i 22 estaven desocupats. 177 eren cases i 10 eren apartaments. Dels 135 habitatges principals, 110 estaven ocupats pels seus propietaris, 15 estaven llogats i ocupats pels llogaters i 11 estaven cedits a títol gratuït; 2 tenien una cambra, 6 en tenien dues, 15 en tenien tres, 34 en tenien quatre i 79 en tenien cinc o més. 84 habitatges disposaven pel capbaix d'una plaça de pàrquing. A 76 habitatges hi havia un automòbil i a 45 n'hi havia dos o més.

### Piràmide de població
La piràmide de població per edats i sexe el 2009 era:
| Homes | Edats   | Dones |
| ----- | ------- | ----- |
| 0     | 95 o +  | 0     |
| 0     | 90 a 94 | 8     |
| 0     | 85 a 89 | 0     |
| 4     | 80 a 84 | 4     |
| 8     | 75 a 79 | 16    |
| 12    | 70 a 74 | 0     |
| 4     | 65 a 69 | 8     |
| 20    | 60 a 64 | 24    |
| 12    | 55 a 59 | 16    |
| 8     | 50 a 54 | 0     |
| 20    | 45 a 49 | 8     |
| 8     | 40 a 44 | 16    |
| 0     | 35 a 39 | 12    |
| 8     | 30 a 34 | 4     |
| 16    | 25 a 29 | 4     |
| 20    | 20 a 24 | 4     |
| 8     | 15 a 19 | 16    |
| 4     | 10 a 14 | 12    |
| 8     | 5 a 9   | 0     |
| 0     | 0 a 4   | 8     |

## Economia
El 2007 la població en edat de treballar era de 192 persones, 144 eren actives i 48 eren inactives. De les 144 persones actives 126 estaven ocupades (78 homes i 48 dones) i 18 estaven aturades (12 homes i 6 dones). De les 48 persones inactives 16 estaven jubilades, 7 estaven estudiant i 25 estaven classificades com a «altres inactius».

### Ingressos
El 2009 a Tusson hi havia 117 unitats fiscals que integraven 230,5 persones, la mediana anual d'ingressos fiscals per persona era de 15.482 €.

### Activitats econòmiques
Dels 14 establiments que hi havia el 2007, 1 era d'una empresa de fabricació de material elèctric, 2 d'empreses de fabricació d'altres productes industrials, 3 d'empreses de construcció, 6 d'empreses de comerç i reparació d'automòbils i 2 d'empreses d'hostatgeria i restauració.
Dels 5 establiments de servei als particulars que hi havia el 2009, 1 era un taller de reparació d'automòbils i de material agrícola, 1 fusteria, 1 lampisteria, 1 electricista i 1 restaurant.
Dels 2 establiments comercials que hi havia el 2009, 1 era una botiga de menys de 120 m² i 1 una carnisseria.
L'any 2000 a Tusson hi havia 18 explotacions agrícoles que ocupaven un total de 889 hectàrees.

## Equipaments sanitaris i escolars
El 2009 hi havia una escola elemental integrada dins d'un grup escolar amb les comunes properes formant una escola dispersa.

## Poblacions més properes
El següent diagrama mostra les poblacions més properes.